# Krystyna Dąbrowska (poetka)
Krystyna Dąbrowska (ur. 1 kwietnia 1979) – polska poetka, eseistka, tłumaczka z angielskiego.

## Życiorys
Absolwentka II Liceum Ogólnokształcącego im. Stefana Batorego w Warszawie (matura 1998). Studiowała grafikę na warszawskiej Akademii Sztuk Pięknych. Swoje wiersze publikowała m.in. w „Kwartalniku Artystycznym”, „Gazecie Wyborczej”, „Dwutygodniku”, „Odrze”, „Twórczości”. Tłumaczyła wiersze Williama Carlosa Williamsa, W.B. Yeatsa, Thomasa Hardy'ego, Thoma Gunna, Charlesa Simica, Kim Moore, a także listy Elizabeth Bishop i Roberta Lowella. 
W 2006 wydała swój pierwszy tomik wierszy Biuro podróży za który otrzymała trzecią nagrodę w III Ogólnopolskim Konkursie Literackim „Złoty Środek Poezji” 2007, a w 2012 Białe krzesła, za który w 2013 otrzymała Nagrodę im. Wisławy Szymborskiej (ex aequo z Łukaszem Jaroszem) oraz Nagrodę Fundacji im. Kościelskich. W 2019 za tom Ścieżki dźwiękowe otrzymała nominację do Nagrody Poetyckiej im. K.I. Gałczyńskiego – Orfeusz. Ponownie nominację do tej nagrody uzyskała w 2023 za tom Miasto z indu. Za ten tom w 2023 otrzymała Nagrodę Poetycką im. Kazimierza Hoffmana „Kos”.
W 2019 otrzymała Nagrodę Literacką m.st. Warszawy w kategorii poetyckiej za tom Ścieżki dźwiękowe (wyd. a5).
Współpracuje m.in. z Dwutygodnik.com i z „Literaturą na Świecie”. Była członkinią Stowarzyszenia Pisarzy Polskich do sierpnia 2020 roku.

## Dorobek literacki
- 2006 – Biuro podróży (Wydawnictwo „Zielona Sowa”, ISBN 83-7435-257-4)
- 2012 – Białe krzesła (Wydawnictwo WBPiCAK)
- 2014 – Czas i przesłona (Wydawnictwo Znak)
- 2018 – Ścieżki dźwiękowe (Wydawnictwo a5)
- 2022 – Miasto z indu (Wydawnictwo a5)

### Tłumaczenia
- 2013 – Jonathan Swift, Bitwa książek; Opowieść balii, Wydawnictwo Uniwersytetu Warszawskiego
- 2014 – Adin Steinsaltz, Róża o trzynastu płatkach. Rozprawa o esencji żydowskiego istnienia i wiary, Żydowski Instytut Historyczny
- 2021 – Louise Glück, Ararat, Wydawnictwo a5
- 2022 – Louise Glück, Zimowe przepisy naszej wspólnoty, Wydawnictwo a5
- 2024 – Louise Glück, Dziki irys, Wydawnictwo a5